# Pacyficzek
Pacyficzek (Aegialomys) – rodzaj ssaków z podrodziny bawełniaków (Sigmodontinae) w obrębie rodziny chomikowatych (Cricetidae).

## Rozmieszczenie geograficzne
Rodzaj obejmuje gatunki występujące w Ekwadorze i Peru.

## Morfologia
Długość ciała (bez ogona) 105–175 mm, długość ogona 110–200 mm, długość ucha 14–24 mm, długość tylnej stopy 27–34 mm; masa ciała 46–103 g.

## Systematyka
Rodzaj zdefiniował w 2006 roku brazylijsko-amerykański zespół teriologów (Brazylijczycy Marcelo Weksler, Alexandre Reis Percequillo oraz Amerykanin Robert S. Voss)  w artykule poświęconym opisowi dziesięciu nowych rodzajów ryżniakopodobnych gryzoni opublikowanym w czasopiśmie American Museum novitates. Gatunkiem typowym jest (oryginalne oznaczenie) pacyficzek żółtawy (A. xanthaeolus).

### Etymologia
Aegialomys: gr. αιγιαλος aigialos ‘plaża, wybrzeże’; μυς mus, μυος muos ‘mysz’.

### Podział systematyczny
Takson wyodrębniony ostatnio z Oryzomys. Do rodzaju należą następujące gatunki:
| Grafika | Gatunek                  | Autor i rok opisu  | Nazwa zwyczajowa       | Podgatunki         | Rozmieszczenie geograficzne                                                                                    | Podstawowe wymiary                               | Status IUCN |
| ------- | ------------------------ | ------------------ | ---------------------- | ------------------ | --- | ------------------------------------------------ | ----------- |
|         | Aegialomys galapagoensis | (Waterhouse, 1839) | pacyficzek galapagoski | gatunek monotypowy | endemit Ekwadoru (wyspa Santa Fe i być może wymarł na wyspach San Cristóbal i Santiago (archipelag Galapagos)) | DC: 10,6–15,2 cm DO: 12–17,3 cm MC: 62–103 g     | VU          |
|         | Aegialomys xanthaeolus   | (O. Thomas, 1894)  | pacyficzek żółtawy     | gatunek monotypowy | zachodni Ekwador i skrajnie północno-zachodnie Peru; zakres wysokości: 500–1800 m n.p.m.                       | DC: 10,5–11 cm DO: 11,8–17,6 cm MC: 50–73 g      | LC          |
|         | Aegialomys baroni        | (J.A. Allen, 1897) |                        | gatunek monotypowy | południowy Ekwador do północno-środkowego Peru, od wybrzeży Oceanu Spokojnego do zachodniego pogórza Andów     | DC: około 13 cm DO: 13,7–17,2 cm MC: brak danych | NE          |
|         | Aegialomys ica           | Osgood, 1944       |                        | gatunek monotypowy | endemit Peru (od Ancash na południe do Arequipy); zakres wysokości: 0–2200 m n.p.m.                            | DC: 11–17,5 cm DO: 11–20 cm MC: 46–98 g          | NE          |

Kategorie IUCN:  LC  – gatunek najmniejszej troski,  VU  – gatunek narażony;  NE  – gatunki niepoddane jeszcze ocenie.